# 言论自由运动

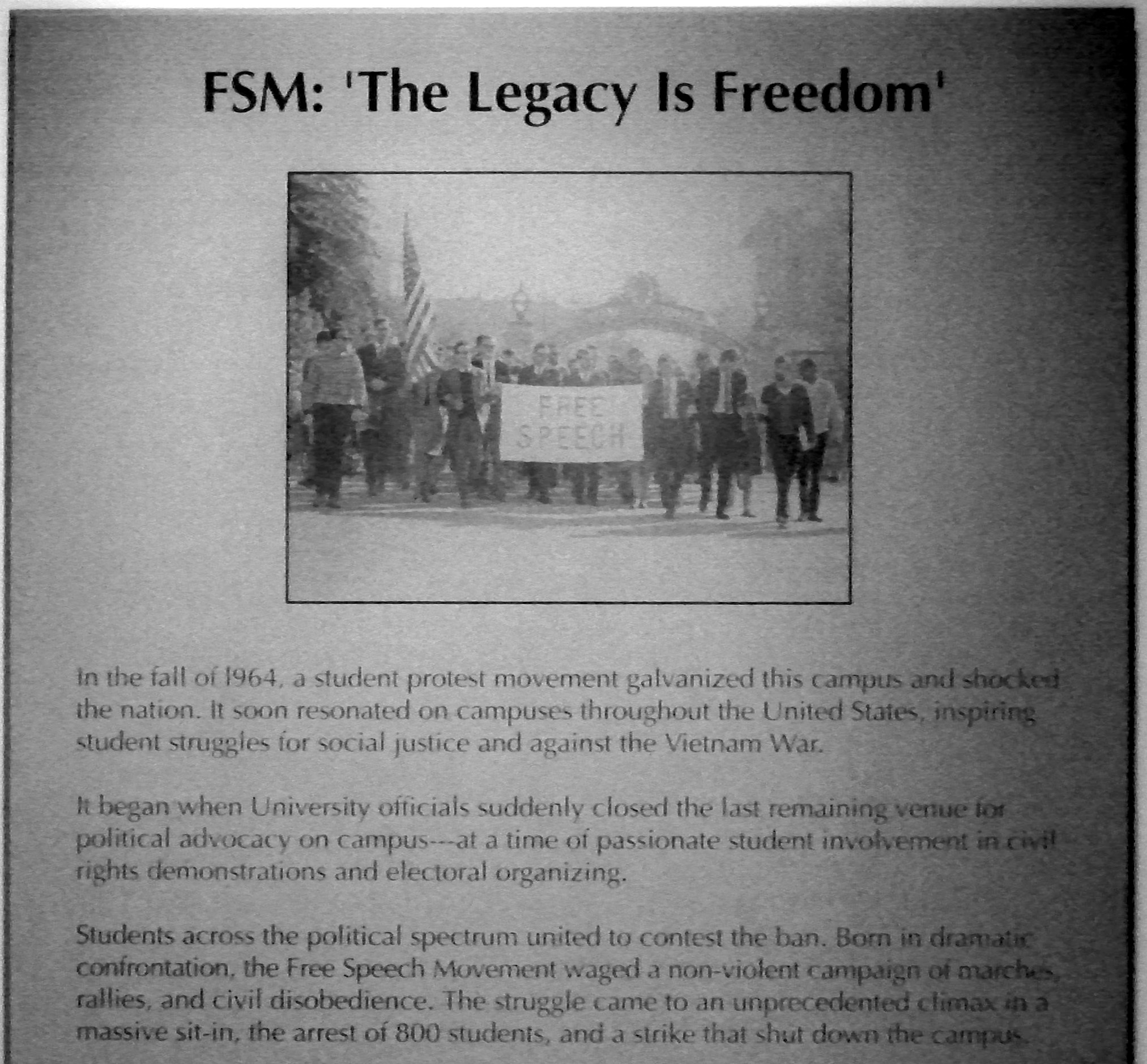
言论自由运动 （加州大学伯克利分校，1964-65年）

言论自由运动（英文：Free Speech Movement）是1964-65年由美国加州大学伯克利分校学生领导的一场争取学生及公民“言论自由、学术自由和政治自由”的民权运动。主要学生领袖包括马里奥·萨维奥、杰克·温伯格等人。言论自由运动规模空前，至少3000名学生持续参与了运动、人数曾一度上万，并与“非裔美国人民权运动”、“反越战运动”联系紧密。
言论自由运动是美国民权运动的一个里程碑，对美国社会及后世产生了深远影响，改变了几代人对政治和道德的看法，而加州大学伯克利分校也成为美国最自由、最包容、最活跃的大学之一。为了纪念此次运动，伯克利校园内还特别设立了“言论自由咖啡厅（Free Speech Movement Cafe）”。

## 历史

### 导火索
1964年，在美国“反越战”和“非裔美国人民权运动”等大背景下，加州大学伯克利分校的一些学生开始在校园内开展相关宣传、筹款等等政治活动。1964年9月，学校教务长Katherine Towle 宣布禁止在校园内进行非学校性政治活动（off-campus political activities），引发学生不满抗议。10月1日，学生领袖杰克·温伯格在伯克利校园的史布劳尔广场（Sproul Plaza）上支持政治活动时被校警逮捕，几百位学生立即自发包围警车抗议，要求释放杰克·温伯格。32小时内，约3000学生自发持续包围警车，学生人数曾一度达到约1万人，学生领袖马里奥·萨维奥也在警车顶部发表了演说。10月2日傍晚7点30分，马里奥·萨维奥向学生宣布加州大学主席（President）克拉克·克尔同意释放杰克·温伯格、并同意针对校内政治活动与学生进行协商谈判，学生人群才逐渐散开。之后几天内，校内的学生自发组成团体，并将此次运动命名为“言论自由运动（Free Speech Movement）”。

### 谈判僵局
1964年11月，校方强硬持续反对学生在学校内进行政治活动，并以暂停（suspend）学生学籍为威胁。学生团体重新在Sproul 广场上聚集，双方谈判进入僵局。11月20号，加州大学召开理事会（Board of Regents）会议，作出一定让步，但依然宣布学生团体的政治活动违规违法，超过3000名学生聚集在Sproul 广场上进行抗议。11月底，校方对学生领袖马里奥·萨维奥等人作出追罚，而学生团体对校方下达最后通牒，并要求撤销所有追罚。

### 暴力冲突
12月2日，马里奥·萨维奥在Sproul 广场上进行了著名的演讲《机器运行/将你们的身体放到齿轮上》（Operation of Machines/Put your bodies upon the gears），现场聚集了超过4000名学生。近千名学生占领了史布劳尔广场和史布劳尔行政大楼（Sproul Hall），加州州长派特·布朗下令阿拉梅达县警力出动大规模镇压逮捕学生、超过800名学生被捕。12月3日，学校助教、学生大范围罢课抗议，冲突持续加剧，校方宣布停课。12月7日，超过1万6千名学生及教职工在伯克利的赫斯特希腊剧场聚集，加州大学主席克拉克·克尔发表演讲，宣布特赦12月7日之前的学生活动，但坚持学生的政治活动违法。马里奥·萨维奥爬上演讲台，呼吁学生继续抗议。

### 运动胜利
1964年12月8日，加州大学伯克利分校的近千名学术参事（Academic Senate）召开大会、进行投票，并以“824票赞成115票 反对”通过了对学生“言论自由运动”的支持案。支持案认为校方不可以限制学生言论自由、并且应当对学生政治活动提供时间、场所等。12月18日，加州大学理事会承认学生的言论自由、政治活动是受到美国宪法保护的（第一和第十四宪法修正案）。1965年1月初，加州大学伯克利分校校长（Chancellor）爱德华·斯特朗被撤换，代理校长马丁·梅尔森宣布校方新法令，允许学生在校内进行政治活动，言论自由运动取得胜利。

## 运动
言论自由运动是二十世纪六十年代的第一场争取民权的学生反抗运动，对美国社会及后世产生了深远影响，改变了几代人对政治和道德的看法，而加州大学伯克利分校也成为美国最自由、最包容、最活跃的大学之一。言论自由运动受到“非裔美国人民权运动”、“反越战运动”的影响，也积极促进了这些运动的发展，是美国人民民权运动的一个里程碑。
2011年，美国纽约发生“占领华尔街”活动，同时也发生了“占领伯克利”（Occupy Cal）、“占领奥克兰（Occupy Oakland）”等活动。

## 纪念

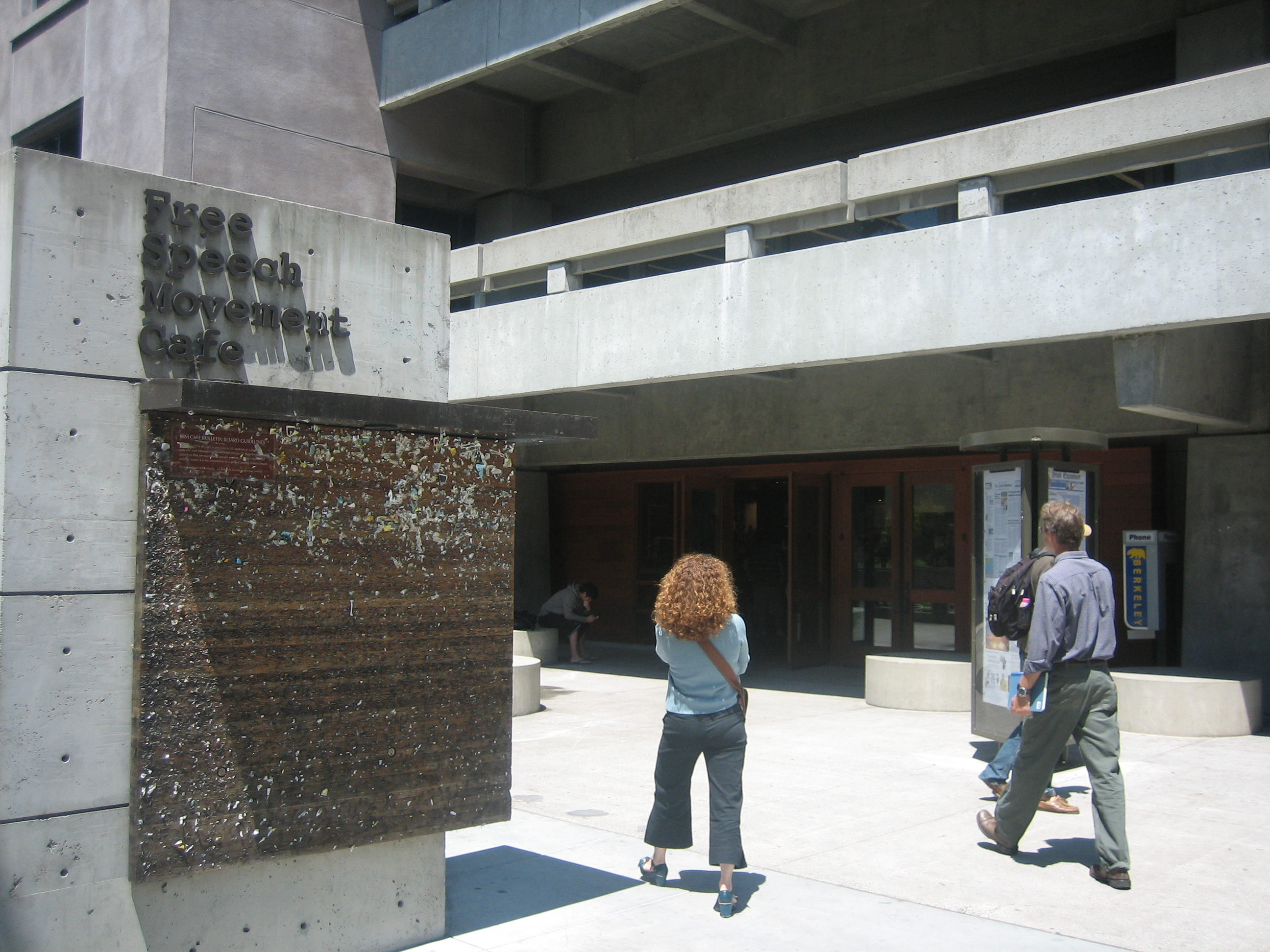
言论自由咖啡厅

在史布劳尔广场的地面上，还有一个专门的纪念言论自由运动的“纪念碑”—— 一个圆形的大花岗岩碑，上面刻着 "This soil and the air space extending above it shall not be a part of any nation and shall not be subject to any entity's jurisdiction" （此处土地及上方领空不应属于任何国家，也不应受任何组织团体的法律约束）。
为了纪念此次运动，伯克利校园内还专门设立的言论自由咖啡厅（Free Speech Movement Cafe）。  许多影视作品也以伯克利、言论自由运动等为背景拍摄，包括《毕业生》、《60年代的伯克利》等等。